# トヨタ・CDエンジン
トヨタ・CDエンジンは、トヨタ自動車が製造していた水冷直列4気筒ディーゼルエンジンの系列である。
3代目C型エンジンを基に、直噴化とコモンレール化を行い、厳しくなりつつあるディーゼル車の排出ガス規制に対応させたもの。また、コモンレール方式はトヨタ製エンジンでは初となる。

## 概要
- 生産期間
  - 2000年8月 - 2012年12月（海外向け）

## 系譜
- エンジン型式一覧の自動車用エンジンの系譜を参照。

## 型式

### 1CD-FTV
- 種類：DOHC 16バルブ (D4-D)
- 排気量：1.995L
- 内径×行程：82.2×94.0(mm)
- 圧縮比：18.6
- 参考出力：84kW(114ps)/4,000rpm
- 参考トルク：250Nm(25.5kgm)/1,800rpm

- 搭載車種（車両型式）
  - （初）初代アベンシス（欧州専売）
  - 2代目アベンシス（日本仕様は除く）
  - 9代目カローラ（欧州仕様）
  - 10代目カローラ（欧州仕様）